# Lentiscais
Lentiscais é uma aldeia da Freguesia e do Município de Castelo Branco, aproximadamente a 2 km da margem esquerda do Rio Pônsul e uma população residente de 153 pessoas, sendo a maior percentagem idosos. A população ativa dedica-se à agricultura, principalmente horticultura, olivicultura e vinicultura.
A localidade possui um Centro de Dia, a Associação de Melhoramentos de Lentiscais, e uma rota de caminhos pedestres onde são organizados passeios com regularidade.
Historicamente começou por ser um Monte, conforme outras aldeias vizinhas. As primeiras habitações foram construídas ao início da Rua Velha. Julga-se que contribuíram para o seu povoamento os pastores da Serra da Estrela que deixavam a Serra no inverno devido à neve (transumância). Hipóteses disso são a padroeira de Lentiscais (Nossa Senhora da Estrela) e várias famílias de apelido Serrano.

## População
| 2001 | 2011 |
| 669  | 153  |